# Pogromo de Szczuczyn
El pogromo de Szczuczyn fue la masacre de unos 300 judíos en la comunidad de Szczuczyn llevada a cabo por sus habitantes polacos en junio de 1941 después de que los soldados alemanes invasores rodearan la ciudad al comienzo de la Operación Barbarroja. La masacre de junio fue detenida por soldados alemanes.
Una masacre posterior por parte de los polacos en julio tuvo como víctimas a unos 100 judíos, y luego de la toma de poder de la Gestapo alemana en agosto de 1941 los alemanes mataron a otros 600 judíos, los judíos restantes fueron colocados en un gueto y posteriormente enviados al campo de exterminio de Treblinka.

## Antecedentes históricos
Aproximadamente el 56% de los 4.502 habitantes de la ciudad eran judíos antes de la guerra. Al estallar la Segunda Guerra Mundial, Szczuzyn fue ocupada brevemente por las fuerzas alemanas que enviaron a 350 hombres, en su mayoría judíos, a trabajos forzados, de los cuales solo 30 regresaron después de cinco meses. Luego, la ciudad fue entregada a los soviéticos, quienes arrestaron a los residentes ricos de la ciudad, incluidos muchos judíos. Unas veinte familias judías fueron expulsadas a Siberia el 21 de junio de 1941 y aproximadamente 2000 judíos permanecieron en la ciudad. Los soviéticos mantuvieron el control hasta el comienzo de la Operación Barbarroja en junio de 1941. Los alemanes, sin embargo, pasaron por alto a Szczuczyn en su avance hacia el este, dejando el control de la ciudad a los polacos locales.

## Masacre de junio
En la noche del 25 de junio, judíos fueron asesinados por polacos en tres incidentes. El 28 de junio, turbas armadas con hachas mataron a unos trescientos judíos en una masacre brutal. La multitud mató a familias enteras, centrándose en las familias adineradas, y arrojó los cadáveres a las zanjas antitanque de la ciudad. La masacre está atestiguada por Chaye Soika-Golding, una sobreviviente judía local, quien atestigua sobre los esfuerzos de las mujeres judías para apelar a los sacerdotes locales y a la intelectualidad polaca para que detuvieran el pogromo, que fueron rechazados. Las mujeres finalmente apelaron a una unidad alemana que pasaba, que después de recibir jabón, café y trabajo voluntario de las mujeres, intervino y detuvo el pogromo.

## Masacre de julio
Unos 100 judíos fueron ejecutados por policías polacos instalados por los soviéticos en el cementerio judío de la ciudad el 24 de julio de 1941.

## Eventos posteriores
El 8 de agosto de 1941, la Gestapo alemana tomó el control de la ciudad. Unos 600 judíos fueron asesinados en el cementerio y los judíos sobrevivientes fueron colocados en un gueto. El 2 de noviembre de 1942, los habitantes del gueto fueron enviados al campo de tránsito de Bogusze y de allí al campo de exterminio de Treblinka.
En agosto de 1941, un grupo de unas 20 mujeres judías del gueto de Szczuczyn fueron violadas, robadas y asesinadas por sus empleadores polacos mientras trabajaban en el campo en Bzury. En un juicio realizado en 1950 por las autoridades comunistas, un hombre, Stanislaw Zalewski, fue condenado a muerte (luego conmutada por prisión). Se desconocen los nombres o destinos de otros seis asesinos, que también fueron juzgados.